# Tallulah
Tallulah es una ciudad ubicada en la parroquia de Madison en el estado estadounidense de Luisiana. En el Censo de 2010 tenía una población de 7335 habitantes y una densidad poblacional de 1.016,9 personas por km².

## Geografía
Tallulah se encuentra ubicada en las coordenadas 32°24′24″N 91°11′30″O / 32.40667, -91.19167. Según la Oficina del Censo de los Estados Unidos, Tallulah tiene una superficie total de 7.21 km², de la cual 7.21 km² corresponden a tierra firme y (0%) 0 km² es agua.

## Demografía
Según el censo de 2010, había 7335 personas residiendo en Tallulah. La densidad de población era de 1.016,9 hab./km². De los 7335 habitantes, Tallulah estaba compuesto por el 21.49% blancos, el 76.58% eran afroamericanos, el 0.22% eran amerindios, el 0.27% eran asiáticos, el 0% eran isleños del Pacífico, el 0.37% eran de otras razas y el 1.08% pertenecían a dos o más razas. Del total de la población el 1.15% eran hispanos o latinos de cualquier raza.